# Видьеског, Исак
Исак Видьеског (фин. Isak Vidjeskog; род. 28 марта 2004, Финляндия) — финский футболист, полузащитник клуба «Кальмар».

## Клубная карьера
Является воспитанником футбольного клуба «Яро», где выступал за детские и юношеские команды. В 2019 году проходил просмотры в шведском «Кальмаре», итальянском СПАЛ и португальской «Бенфике». Сезон 2020 года он начал в аренде в «Якобстаде», выступающем в третьем финском дивизионе. В середине июля перешёл в «Кальмар», подписав с клубом контракт, рассчитанный на три с половиной года.
6 марта 2021 года впервые появился на поле в составе «Кальмара» в рамках группового этапа кубка Швеции против «Юргордена», выйдя на 72-й минуте вместо Филипа Сакпекидиса. 30 октября дебютировал в чемпионате Швеции в матче очередного тура с «Хеккеном», появившись на поле на 88-й минуте.

## Карьера в сборной
В 2019 году выступал за юношескую сборную Финляндии. В её составе дебютировал 20 августа в товарищеском матче со сборной Швеции. Видьеског вышел в стартовом составе и на 22-й минуте забил мяч в ворота соперника. На 76-й минуте он уступил место на поле Йооне Лохеле, а встреча завершилась победой 4:2.

## Личная жизнь
Старшие братья Адам и Аксель также профессиональные футболисты.

## Клубная статистика
| Выступление      | Выступление      | Выступление      | Лига | Лига | Кубки | Кубки | Конт. кубки | Конт. кубки | Итого | Итого |
| Клуб             | Лига             | Сезон            | Игры | Голы | Игры  | Голы  | Игры        | Голы        | Игры  | Голы  |
| ---------------- | ---------------- | ---------------- | ---- | ---- | ----- | ----- | ----------- | ----------- | ----- | ----- |
| Кальмар          | Аллсвенскан      | 2021             | 1    | 0    | 2     | 0     | 0           | 0           | 3     | 0     |
| Кальмар          | Итого            | Итого            | 1    | 0    | 2     | 0     | 0           | 0           | 3     | 0     |
| Всего за карьеру | Всего за карьеру | Всего за карьеру | 1    | 0    | 2     | 0     | 0           | 0           | 3     | 0     |